# Najingu
Najingu (en georgiano: ნახინგუ; en abjasio: Нахингә) es una aldea que pertenece a la parcialmente reconocida República de Abjasia, dentro del distrito de Tkvarcheli, aunque de iure es parte del municipio de Gali de la República Autónoma de Abjasia de Georgia.

## Geografía
Najingu está en la llanura de Samurzajano, a orillas del río Okumi y a 17 km de Gali. Las aldea se administra desde el pueblo de Tsarche.   